# Indre Fosen
Indre Fosen – gmina w Norwegii w okręgu Trøndelag. Jej centrum administracyjnym jest wieś Årnset.
Populacja gminy 1 stycznia 2020 wynosiła 10 084 osób. Powierzchnia wynosi 1095,98 km², z czego 65,57 km² stanowi woda.

## Historia
Gmina została utworzona 1 stycznia 2018, tego samego dnia, co okręg Trøndelag. Na jej obszar złożyły się tereny gminy Leksvik w likwidowanym okręgu Nord-Trøndelag i Rissa w Sør-Trøndelag. 1 stycznia 2020 do obszaru gminy włączono również część likwidowanej gminy Verran (obszar Verrabotn).

## Herb
Herbem Indre Fosen został dawny herb gminy Leksvik, który został jej nadany w 1990 roku. Przedstawia on srebrną koniczynę na szczycie wzgórza, symbolizującą życie i wzrost. Niebieskie tło symbolizuje wody Trondheimsfjorden.